# Windows Live Spaces
Windows Live Spaces (voorheen MSN Spaces) was een dienst van Microsoft, waarmee iedereen gratis een website kon aanmaken met daarop weblogs en foto's. De dienst werd gelanceerd in december 2004. Omdat iedere gebruiker van Windows Live Spaces simpel in contact met elkaar kon komen ontstond er een soort sociaal netwerk. Door middel van een zoekfunctie kon gezocht worden op interesses van een gebruiker. Spaces leek sterk op Yahoo! 360° en MySpace.
Het was de bedoeling van Microsoft dat Windows Live Spaces werd gebruikt in samenwerking met het chatprogramma Messenger. De Spaces waren namelijk vaak slechts toegankelijk wanneer de gebruiker in je Windows Live Messenger contactpersonenlijst stond.
Sinds augustus 2006 is de naam veranderd in Windows Live Spaces. Op 16 maart 2011 werd Windows Live Spaces opgeheven en al vanaf 4 januari van dat jaar konden er geen nieuwe blogs worden geüpload. De weblogdienst ging toen over naar WordPress waarbij bloggers door Microsoft werden geholpen de overstap te maken.
Wordpress heeft op Windows Live Spaces vóór dat het een systeem voor statistieken, een doorlopende opslag voor kladversies en een beter spamfilter heeft. 